# Vergemoli
Vergemoli ist ein Ortsteil der Gemeinde Fabbriche di Vergemoli in der Provinz Lucca in der Toskana. Er liegt in der Garfagnana, einem Seitental des Serchiotals.

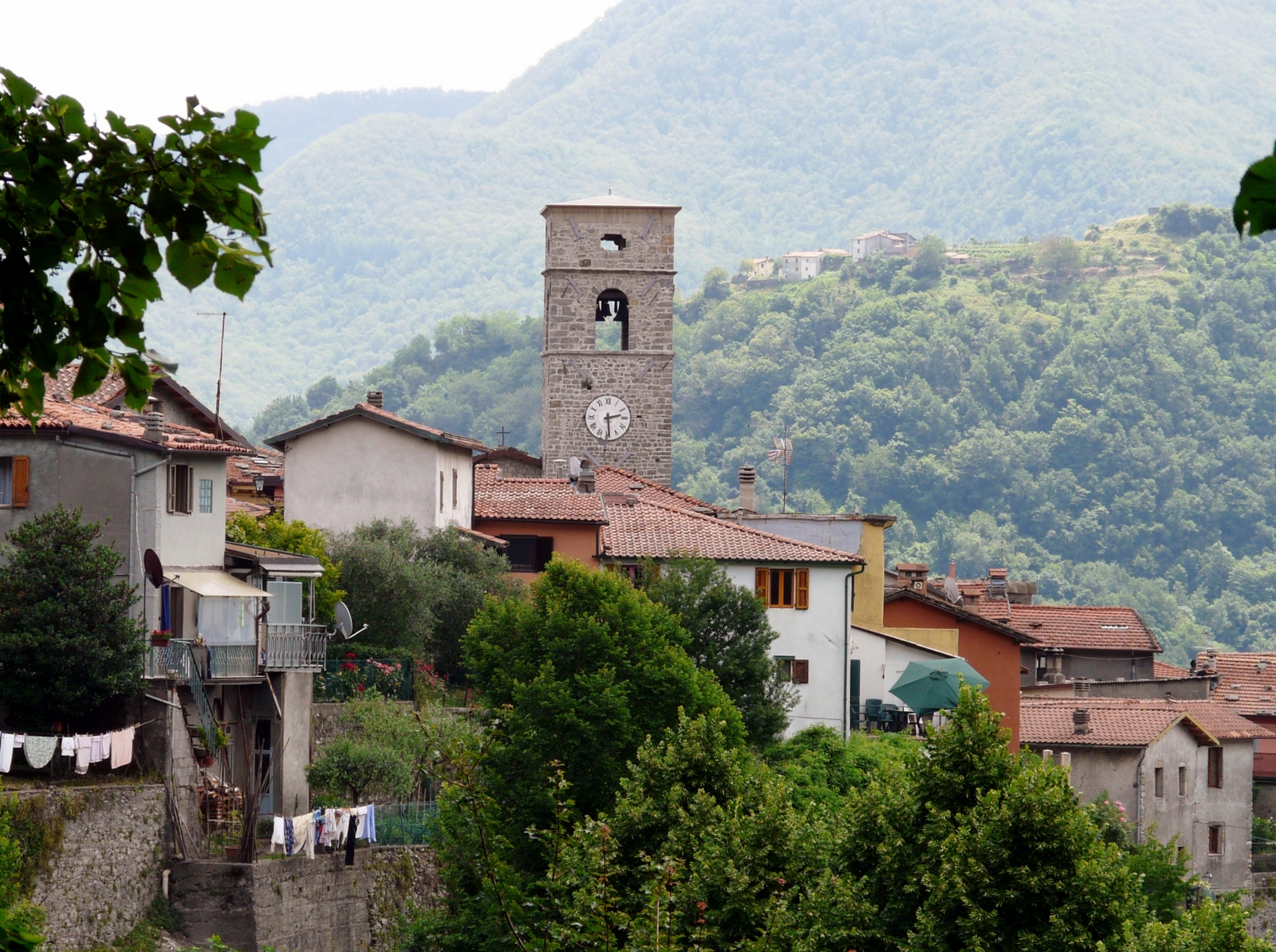
Panorama von Vergemoli

## Geografie
Die angrenzenden Orte sind Fabbriche di Vallico, Gallicano, Molazzana, Pescaglia und Stazzema. Neben dem Hauptort gehören auch die Ortsteile Calomini, Fornovolasco, San Pellegrinetto und Campolemisi zum Ort.

## Geschichte
Am 1. Januar 2014 wurde der Ort mit der Nachbargemeinde Fabbriche di Vallico zur neuen Gemeinde Fabbriche di Vergemoli zusammengelegt.